# Faraon Apači
Faraon Apači ('Pharaoh'), jedna od ranih apačkih skupina srodnih Mescalerima. U rana vremena izgleda da su bili dio plemena poznatog kao Querecho kod Coronada (1541), i Vaqueros kod Benavidesa (1630). Njihova domovina nalazio se izmneđu Rio Grande i Pecosa u Novom Meksiku. Vodili su brojne napade na španjolska i pueblo sela, uključujući i Chihuahuu.
Orozco y Berra (Geog., 591864) navodi da su se sastojali od bandi Ancavistis, Jacomis, Orejones, Carlanes i Cuampes. Među nabrojenim barem su Carlanes (kaže Hodge) pripadali Jicarillama.
Prema Hodgeu nisu bili dio Mescalera, dok ih Swanton smatra njihovom južnom skupinom